# کلئو پیرس
کلئو پیرس آیروسا گالوائو (زادهٔ ۲ اکتبر ۱۹۸۲) که به نام کلئو شناخته می‌شود، بازیگر و خواننده برزیلی است. او اولین بازیگری خود را با شرکت در مینی سریال یادبود ماریا مورا در سال ۱۹۹۴ انجام داد.